# Щепка (фільм)
«Щепка» (англ. Sliver — див. Sliver building) — американський еротичний трилер 1993 року, знятий режисером Філіпом Нойсом за романом Айра Левіна. Сценарій до фільму написав Джо Естерхазі, який за рік до цього мав феноменальний успіх з картиною «Основний інстинкт», головну роль в якому також зіграла Шерон Стоун.

## Сюжет
Наомі Сінгер повертається до своєї квартири в Слівер-Хайтс і проходить на балкон. В цей час якийсь чоловік в куртці з капюшоном відкриває її квартиру, тихо проходить на балкон, обіймає Наомі, вона дивиться на нього і посміхається. Незнайомець починає трясти її і скидає з балкона.
Молода жінка Карлі Норріс, яка працює редактором у видавництві, поспішає на зустріч з ріелтором, який пропонує їй придбати квартиру в престижних нью-йоркських апартаментах Слівер-Хайтс, що, якраз, звільнилась.
Після огляду квартири вона повертається до редакції. До неї підбігає її помічниця і подружка редакторка Джуді і намагається переконати Карлі сходити куди-небудь розважитися. Але Карлі недавно розлучилася зі своїм чоловіком після невдалого семирічного шлюбу. Їй в кабінет дзвонить ріелтор і повідомляє, що господар будинку схвалив її заявку і через тиждень вона може переїжджати до нової квартири. Карлі дещо здивована тим, що схвалення пройшло занадто швидко.
Карлі переносить свої речі до нової квартири. Перед нею відкриває двері і допомагає донести речі до квартири Зік Гокінс, який теж живе в цьому будинку. Увечері, цього ж дня, вона зустрічається в ресторані з головним редактором, який намагається звести Карлі з письменником Джеком Ленсфордом. Джек підходить до їхнього столика і відверто заграє з Карлі, з'ясовується, що він теж живе в Слівер-Хайтс.
У магазині через вулицю Карлі знайомиться з милим дідком Гасом Хейлі, який живе по сусідству. Вони розмовляли і він повідомляє, що вона дуже схожа на Наомі — жінку, яка жила раніше в її квартирі, що пала з балкона.
Так вона дізнається, що деякі жінки, які жили в цьому будинку, були вбиті, і поліція підозрює, що в будинку живе серійний вбивця. У Карли з Зіком починається бурхливий роман, але жінка не знає, що Зік таємно спостерігає через приховані камери за кожним з мешканців будинку, включаючи саму Карлі. Вона починає підозрювати, що хтось із двох її сусідів, Зік або Джек, є тим самим серійним вбивцею, а Карлі може стати його наступною жертвою.

## Відгуки
Кінокритик Сергій Кудрявцев у своїй книзі «3500 кінорецензій» так відгукується про фільм:

Після виходу еротичного трилера «Основний інстинкт» не надто відома актриса Шерон Стоун стала знаменитою і була визнана секс-символом початку 1990-х років. Не дивно, що її наступної ролі чекали з небувалим нетерпінням — і немає нічого дивного в повному розчаруванні американських критиків і глядачів через фільм «Щепка», який отримав сім номінацій на ганебну премію «Золота малина», хоча в підсумку так і не був відзначений. Зате аж ніяк не Стоун нагородили на церемонії вручення кіноприз MTV, а її партнера Вільяма Болдвіна, якому дістався титул «найбажанішого чоловіка». І в інших країнах, де картина демонструвалася в невирізаному вигляді, вона пройшла з великим успіхом, в результаті зібравши в світовому прокаті понад ста мільйонів доларів.

## У ролях
- Шерон Стоун — Карлі Норріс
- Вільям Болдвін — Зік Гокінс
- Том Беренджер — Джек Лендсфорд
- Поллі Вокер — Віда Воррен
- Коллін Кемп — Джуді Маркс
- Аманда Форман — Саманта Мур
- Мартін Ландау — Алекс Парсонс
- Ніна Фох — Місіс МакЕвой
- Сі Сі Ейч Паундер — Вікторія Гендрікс
- Джим Бівер — детектив Айра